# 뷰티 인 더 글라스
《뷰티 인 더 글라스》(영어: Auggie)는 미국에서 제작된 맷 케인 감독의 2019년 SF 영화이다.

## 출연
- 러리사 올레이닉 - 힐러리 역
- 리처드 카인드 - 필릭스 역
- 크리스턴 하퍼 - 상업용 어기 역
- 수전 블랙웰 - 앤 역
- 제임스 C. 빅터 - 잭 역

## 수상
- 2019년 제20회 뉴포트비치 국제 영화제 수상. 연기 부문 우수상 - 리처드 카인드
- 2019년 제20회 시네퀘스트 영화제 후보. 장편영화